# Капути 2 (Авелино)
Капути 2 је насеље у Италији у округу Авелино, региону Кампанија.
Према процени из 2011. у насељу је живело 9 становника. Насеље се налази на надморској висини од 813 м.